# Verbena perennis
Verbena perennis là một loài thực vật có hoa trong họ Cỏ roi ngựa. Loài này được Wooton miêu tả khoa học đầu tiên năm 1898.